# فرضية ميديا
فرضية ميديا، هي فرضية صاغها عالم الحفريات «بيتر وارد»  لفرضية تتحدى «فرضية جايا» وتقترح أن الكائنات مُتعددة الخلايا، تُعرف أيضًا بالـ «الكائنات الخارقة»، قد تكون مدمرة ذاتيًا أو انتحارية بطبيعتها. يُشير الإسم إلى الشخصية الإغريقية الأسطورية «ميديا» (هُنا كرمز للأرض) التي تقتل أطفالها (الكائنات متعددة الخلايا).

## أمثلة
تشمل الأمثلة المحتملة لحوادث الانقراض الناجمة كليًا أو جزئيًا عن الأنشطة الحيوية ما يلي:
- «حدث الأكسدة العظيم»، قبل 2.45 مليار سنة، يُعتقد أنه المسؤول عن التسمم والإنقراض الجماعي للميكروبات اللااكسجينية (اللاهوائية) والتي كان الأكسجين سامًا لها، [4] وعن «عصر التجلد الهيوروني» الذي نتج عن تفاعل الميثان مع الأكسجين لتكوين ثاني أكسيد الكربون (غاز دفيئ أقل قوة من الميثان) وأدي لإستنفاد ثاني أكسيد الكربون من الغلاف الجوي بواسطة أجهزة البكرتريا الأكسجينية من خلال التمثيل الضوئي.[5]
- عصر الأرض الثلجية خلال عصر التجلد «الستورتي والمارينوي» ، منذ 715 إلى 680 [6] ومن 650 إلى 632.3 مليون سنة مضت على التوالي [7] ، والذي نتج عن عزل ثاني أكسيد الكربون من الغلاف الجوي خلال حدث الأكسجة في «حقبة الطلائع الحديثة».
- الانقراض الجماعي »الأوردوفيشي» المتأخر (LOME)،قبل 445.2 إلى 443.8 مليون سنة، حيث اقترحت بعض الدراسات أن السبب كان التجلد الناتج عن استنفاد ثاني أكسيد الكربون الناتج عن انتشار النباتات البرية.[8]
- أحداث «يوكسينيا Euxinic» ، مثل أثناء حدث «الموت العظيم» (انقراض البرمي-الثلاثي)قبل 251.9 مليون سنة، [9] و LOME المذكور أعلاه، [10][11] سببه «بدائيات النوى المختزلة للكبريت» والتي تنتج كبريتيد الهيدروجين.

القائمة تستبعد حدث الانقراض الطباشيري-الباليوجيني ، حيث كان على الأقل جزئيًا، ناتجًا خارجيًا عن طريق اصطدام نيزك.

## الوضع الحالي والانقراضات المستقبلية
يقترح «بيتر وارد» أن التغير المناخي الحالي الذي صنعه الإنسان والانقراض الجماعي السادس يمكن اعتبارها أحداث حدث «ميديا» (انتحارية). وبما أن هذه الأحداث هي من صنع الإنسان، فهو يفترض أن أحداث «ميديا» (الانتحارية) ليست بالضرورة ناجمة عن الميكروبات، ولكن عن الحياة الذكية أيضًا وأن الانقراض الجماعي النهائي للحياة المعقدة على الكوكب، (تقريبًا حوالي 500-900 سنة مليون سنة في المستقبل)، يمكن اعتباره أيضًا حدثًا انتحاريًا: "سوف تضطر الحياة النباتية التي لا تزال موجودة بعد ذلك إلى التكيف مع ارتفاع درجة حرارة الشمس وتوسعها، مما يؤدي إلى إزالة المزيد من ثاني أكسيد الكربون من الغلاف الجوي (والذي بدوره سيكون قد انخفض بالفعل بسبب زيادة درجات الحرارة من الشمس مما يؤدي تدريجياً إلى تسريع «عملية التجوية» التي تُزيل هذه الجُزيئات من الغلاف الجوي)، وفي النهاية تسريع الانقراض الكامل للحياة المعقدة عن طريق خفض مستويات ثاني أكسيد الكربون إلى 10 ppm فقط. جزء في المليون ، والتي تحتها لن تعود النباتات قادرة على البقاء."
يجادل بيتر في الوقت نفسه بأن الحياة الذكية مثل البشر قد لا تؤدي بالضرورة إلى الانقراض، بل قد تستطيع عبر العلوم والتكنولوجيا أن تمنعها في النهاية من الحدوث.

## أنظر أيضا
- حافر الموت
- مفارقة فيرمي